# Ignacy Stebelski
Ignacy Stanisław Stebelski (ur. 19 lipca 1863 w Warszawie, zm. 9 czerwca 1909 w Ojcowie) – polski architekt.

## Rodzina i nauka
Syn Edwarda – szlachcica, absolwenta gimnazjum w Kaliszu, sekretarza Komisji Spraw Wewnętrznych i Teodory z Jabłonowskich, 12 grudnia 1893 ożenił się z  Stanisławą Starkiewicz z Millerów.
Ukończył w 1885 Wyższą Szkołę Rzemieślniczą w Łodzi i razem z kolegami szkolnymi Adamem Jenschem i Adolfem Zeligsonem rozpoczął studia w Instytucie Inżynierów Cywilnych w Petersburgu, które ukończył w 1892 uzyskując dyplom inżyniera cywilnego XII klasy.

## Praca zawodowa w Łodzi
Wrócił do Łodzi i przed 23 czerwca 1892 został zatrudniony na wakującym stanowisku konduktora budowli i pomocnika miejskiego architekta Hilarego Majewskiego (15 stycznia 1838 – 21 lipca 1892) z pensją 450 rubli rocznie. 22 września 1892 został zaangażowany na służbę w Ministerstwie Spraw Wewnętrznych, z oddelegowaniem do Łodzi zastępując na czas wyjazdów kolejnego architekta miejskiego Franciszka Chełmińskiego. Mieszkał w domu na narożniku ulic Widzewskiej (obecnie Ulica Jana Kilińskiego w Łodzi) i Cegielnianej (obecnie ul. Stefana Jaracza). Szybko awansował, otrzymując 16 września 1894 tytuł "kolegialnego sekretarza".
Gdy w maju 1896 zawalił się budynek, którego budowy nie wizytował, pomimo że miał powierzony nad nim nadzór – gubernator piotrkowski wystąpił do MSW o zgodę na jego zwolnienie z pracy, ale jej nie uzyskał. Mieszkał wówczas w Piotrkowie.
W latach 1898–1903 znów mieszkał w Łodzi przy Widzewskiej 43/45.
Od 1900 pełnił funkcję młodszego architekta miejskiego, zastępcy starszego architekta miejskiego, Franciszka Chełmińskiego.
29 lutego 1900 wystąpił o nadanie mu tytułu "wolnonajemnego architekta". Prowadził własne biuro techniczne przy ul. Widzewskiej 43.
Decyzją Ministerstwa Oświaty z 13 czerwca 1900 został członkiem komisji "uczącej budownictwa fabryczno-przemysłowego".
Za wybudowanie dywizyjnej cerkwi i szpitala w Raduczu 6 grudnia 1900 został odznaczony Orderem św. Stanisława III klasy.
Jako architekt miasta Łodzi zarabiał rocznie 1000 rubli i miał diety na ryczałty w wysokości 300 rubli.
Od 1900 był równocześnie inż. cywilnym, architektem miasta, pomocnikiem Franciszka Chełmińskiego i "nadetatowym technikiem rządu gubernialnego".
Był członkiem komisji budowlanej Miejskiego Towarzystwa Kredytowego m. Łodzi, dokonującej oceny wartości domów.
Jego twórczy dorobek architektoniczny, podobnie jak i innych budowniczych i architektów na urzędowych stanowiskach urzędników sprawdzających i aprobujących plany budowli jest trudny do określenia – jego podpis znajduje się na wielu urzędowych kopiach projektów, co nie oznacza jego autorstwa.
Prace zrealizowane w Łodzi:
- kaplica pw. Przemienienia Pańskiego na Nowych Chojnach, 1905, obecnie kościół parafialny Przemienienia Pańskiego – pierwotny projekt z 1899 zakładał budowę większego neogotyckiego kościoła, później plany zostały zredukowane do małej kaplicy, rozbudowanej znacznie w latach międzywojennych według projektu Wiesława Lisowskiego[5] .

Jego podpis widnieje m.in. na następujących projektach:
- dom M. Seeligera przy ul. Piotrkowskiej 184, proj. 1894 – niewielka w skali rezydencja fabrykancka o formach neorenesansowych,
- piętrowy dom J. Lewiego przy ul. Piotrkowskiej 223, proj. 1899,
- willa Reinholda Richtera przy ul. Placowej 6/8, proj. 1903 – jedna z rezydencji fabrykanckich o formach północnego renesansu, w stylu niemieckiego „Landhausu”[6],
- niezrealizowany projekt przebudowy kamienicy przy ul. Piotrkowskiej 41, 1903 – fasada o formach secesyjnych.

## Zgon i miejsce pochówku
Zmarł na nowotwór gardła, w Ojcowie w trakcie kuracji zdrowotnej, choć od 1906 chorował na serce. Pochowany na cmentarzu w pobliskich Smardzowicach.